# Smiling Pets
Smiling Pets è un album compilation tributo alla musica dei Beach Boys, incentrato sul periodo del capolavoro Pet Sounds (1966) e del leggendario progetto Smile (1967) rimasto incompiuto. Nella compilation sono incluse reinterpretazioni inusuali di brani composti da Brian Wilson alla fine degli anni sessanta. Il disco fu pubblicato in Giappone nel 1998 anche in formato doppio LP con una diversa scaletta dei brani.

## Il disco
Alcune tracce sull'album differiscono molto dalle versioni originali dei Beach Boys. L'esempio principale è Tones, che sarebbe una cover dello strumentale Holidays di Smile. Prima dell'uscita di Smiling Pets, gran parte del materiale di Smile era stato pubblicato in forma sparsa all'interno del cofanetto Good Vibrations: Thirty Years of The Beach Boys (1993). Poiché Holidays fu pubblicata ufficialmente solo oltre dieci anni dopo nel box set The Smile Sessions (2011), è molto probabile che i bootleg non autorizzati con elenchi di brani errati siano stati la fonte consultata dagli artisti di Smiling Pets. Tones (conosciuta anche con il titolo Tune X) era il titolo provvisorio di lavorazione di una canzone totalmente differente registrata da Carl Wilson durante le sessioni di Smile. Altro titolo errato è Heroes and Villains, in realtà più simile a una ripresa di Do You Like Worms?.

## Tracce
1. Wonderful (Brian Wilson/Van Dyke Parks) - 2:10 - Adventures In Stereo
2. Good Vibrations (Wilson/Tony Asher/Mike Love) - 4:00 - Secret Chiefs 3
3. Surfin' U.S.A. / You're Welcome (Wilson/Chuck Berry) - 3:22 - Melt-Banana
4. I'm Waiting for the Day (Wilson/Asher) - 2:58 - Short Hair Front
5. Do You Like Worms? (Do You Dig Worms?) (Wilson/Parks) - 4:00 - The Olivia Tremor Control
6. Fall Breaks And Back To Winter (Spring Breaks And Back To Winter) (Wilson) - 3:05 - Jim O'Rourke
7. Wonderful (Wilson/Parks) - 2:48 - Sports Guitar
8. Here Today (Wilson/Asher) - 4:13 - Thurston Moore
9. Tones (Wilson) - 1:36 - OnoTetsu
10. Tea Break - 0.38 - R. Gray & Green Tee
11. Heroes and Villains (Wilson/Parks) - 4:42 - FORMS
12. Cool, Cool Water (Wilson) - 2:46 - Harpy
13. You Still Believe in Me (Wilson/Asher) - 2:50 - Seagull Screaming Kiss Her Kiss Her
14. Little Pad (Wilson) - 2:43 - The Ships
15. Wind Chimes (After Perpetuity's Noon) (Wilson/Parks) - 4:08 - David Grubbs
16. I Just Wasn't Made for These Times (Wilson/Asher) - 3:15 - Feelds
17. Let's Go Away for Awhile (Wilson) - 2:41 - John McEntire
18. Caroline, No (Wilson/Asher) - 3:14 - DM3